# Irisfeest

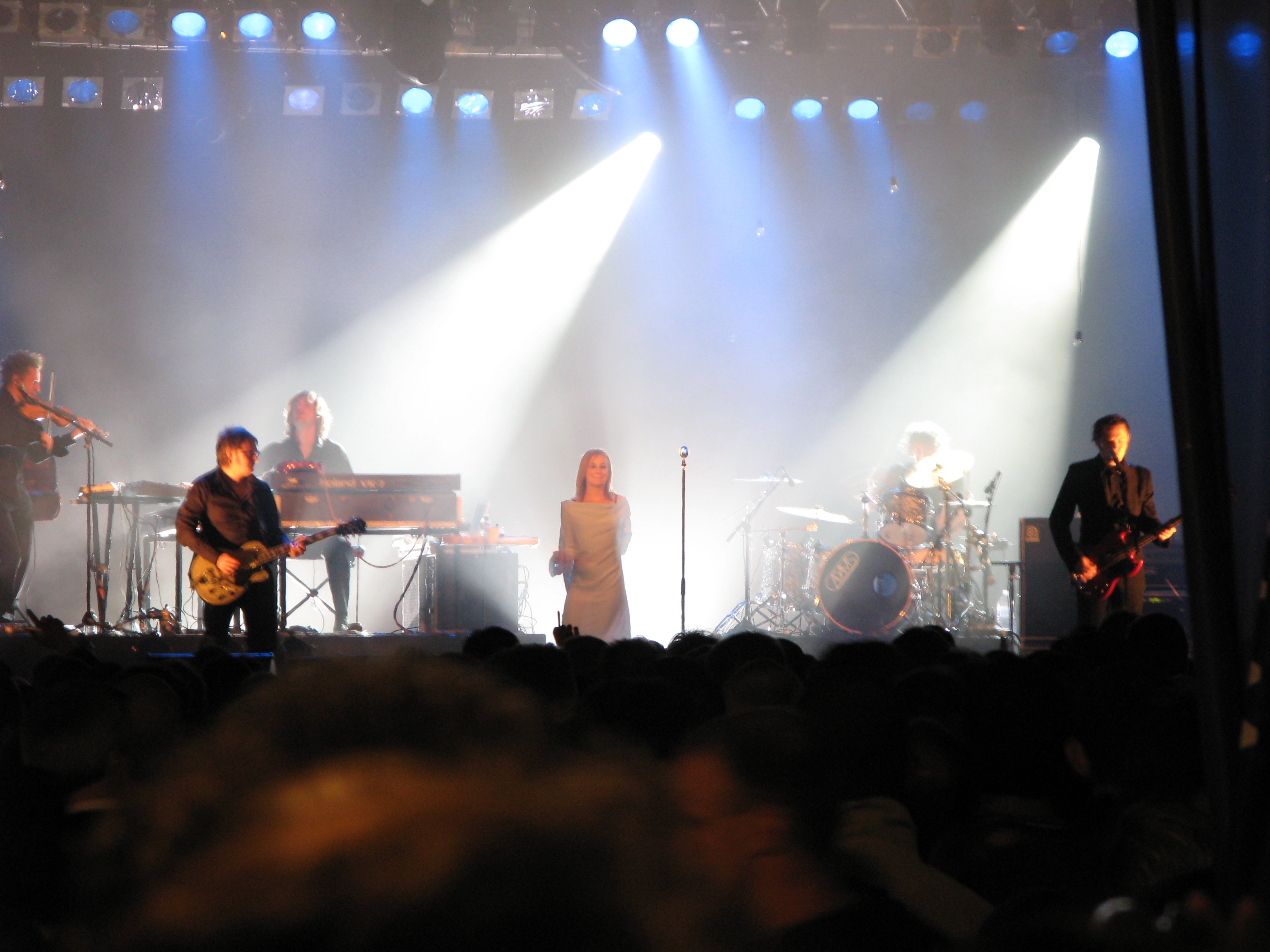
Optreden van Hooverphonic op het Irisfeest van 2007

Het Irisfeest is een jaarlijks feest van het Brussels Hoofdstedelijk Gewest dat op en rond de gewestelijke feestdag van 8 mei wordt gevierd. 
Tijdens het feest dat 2 tot 3 dagen duurt, worden gratis concerten, straatanimatie en allerlei activiteiten voor het grote publiek georganiseerd. Welkom Brussel waar bepaalde monumenten eenmalig bezocht kunnen worden en een Foodtruck Festival maken ook deel uit van het feest. Sinds 2015 wordt aan het Atomium ook dat weekend Rock Around The Atomium georganiseerd.
De iris waarnaar ook het feest genoemd werd is het logo van het gewest en komt voor op de vlag van het Brussels Gewest.